# Тартуская операция
Тартуская операция — наступательная операция войск 3-го Прибалтийского фронта, проведённая 10 августа — 6 сентября  1944 года с целью разгрома тартуской группировки немецкой армии и освобождения города Тарту.

## Силы сторон

### РККА
3-й Прибалтийский фронт (генерал-армии И. И. Масленников):
- 67-я армия (генерал-лейтенант В. З. Романовский)
- 1-я ударная армия (генерал-лейтенант Н. Д. Захватаев)
- 54-я армия
- 14-я воздушная армия

### Вермахт
Группа армий «Север»:
- 18-я армия
  - Эстонский легион СС

## Ход операции
В конце июля, в результате Псковско-Островской операции, войска 3-го Прибалтийского фронта достигли оборонительного немецкого рубежа «Мариенбург».
Так же в конце июля войска Ленинградского фронта провели Нарвскую операцию, на которую немецкое командование перевело часть войск из-под Тарту.
Советское командование разработало план, согласно которому 67-я и 1-я Ударная армии смежными ударами с флангов на Тарту, Выру должны были прорвать оборону противника, разделить его группировку и разгромить по отдельности. Поддержку оказывала 14-я ВА и 54-я армия с юга.
10 августа советские войска перешли в наступление. В первый же день была прорвана главная полоса немецкой обороны и наши части продвинулись на 10 км.
13 августа войска 67-й армии при содействии войск 1-й Ударной армии заняли город Выру.
16 августа при помощи 25-й отдельной бригады речных кораблей был высажен десант на западном берегу Чудского озера около селения Мехикорма.
25 августа соединения 67-й армии освободили Тарту.
К концу августа войска фронта вышли на рубеж река Эмайыги, восточный берег озера Выртсъярв, восточнее Валга, реки Гауя (до Леясциемса).
6 сентября советские войска перешли к обороне.

## Итог
В результате операции советские войска продвинулись на 100—130 км, создали условия для выхода к Рижскому заливу и удара во фланг и тыл нарвской группировки немцев. 15 наиболее отличившихся в боях соединений и частей получили почётное наименование «Тартуские», 16 были награждены орденами.